# Bank unter Belagerung
Bank unter Belagerung (Originaltitel: Asalto al Banco Central, wörtlich „Überfall auf die Zentralbank“) ist eine spanische Miniserie über einen historischen Raubüberfall, die von Brutal Media für Netflix produziert wurde.

## Handlung
Barcelona, 23. Mai 1981. Genau drei Monate sind seit dem versuchten Staatsstreich im Abgeordnetenkongress vergangen, als elf vermummte Männer in die Zentralbank in Barcelona eindringen. Was als spektakulärer Raubüberfall beginnt, wird bald zu einer echten Herausforderung für Spaniens junge Demokratie. Die Räuber halten mehr als 200 Geiseln in der Bank gefangen und drohen, sie zu töten, wenn die Regierung sich nicht bereit erklärt, Oberst Tejero und drei weitere für den 23F verantwortliche Personen freizulassen.

## Besetzung

### Hauptrollen
- Miguel Herrán als José Juan Martínez „El Rubio“
- María Pedraza als Maider Garmendia
- Hovik Keuchkerian als Bernardo Garcia „Berni“ Bernardo García
- Isak Férriz als Kommissar Francisco „Paco“ López

## Produktion
Die Dreharbeiten begannen in Barcelona und dauerten zwei Monate. Zwischen dem 9. und 11. Oktober 2023 wurden mehrere Szenen im Madrider Stadtteil Chamberí gedreht.

## Episodenliste
| Nr. | Titel                      | Erstausstrahlung | Regie             |
| --- | -------------------------- | ---------------- | ----------------- |
| 1   | Alle auf den Boden!        | 8. November 2024 | Daniel Calparsoro |
| 2   | Inoffizielle Informationen | 8. November 2024 | Daniel Calparsoro |
| 3   | Ticktack, ticktack         | 8. November 2024 | Daniel Calparsoro |
| 4   | Räuber 1                   | 8. November 2024 | Daniel Calparsoro |
| 5   | Moment der Wahrheit        | 8. November 2024 | Daniel Calparsoro |